# Kohldampf (Album)
Kohldampf ist das Debütalbum des deutschen Rappers Maxwell. Es erschien am 24. März 2017 über das Independent-Label Auf!Keinen!Fall! und wird über Chapter ONE vertrieben.

## Hintergrund
Am 15. September 2016 wurde das Album von der Hamburger Rap-Crew 187 Strassenbande angekündigt, der Maxwell angehört. Dies geschah in Form eines Facebook-Kommentars als Antwort auf die Frage eines Benutzers, wann die 187 Strassenbande ein neues Album veröffentlichen werde.
Produziert wurde das komplette Album von Jambeatz, welcher bereits bei diversen 187-Produktionen mitwirkte. Die einzige Ausnahme stellt das Lied Es rollt dar, welches von Beataura produziert wurde. Die weiteren Mitglieder der 187 Strassenbande (Gzuz, Sa4, LX und Bonez MC) sind – wie bei anderen 187-Veröffentlichungen üblich – mit zahlreichen Gastbeiträgen auf dem Album vertreten.

## Covergestaltung
Das Albumcover ist im Cartoon-Stil gehalten und zeigt den Rapper Maxwell. Er lächelt dabei. Im Hintergrund ist unter anderem der Heinrich-Hertz-Turm und ein Riesenrad zu sehen. Oben steht in Großbuchstaben 187 Strassenbande. Unten steht ebenfalls in Großbuchstaben der Name des Rappers und der Albumtitel.

## Titelliste

### Erste CD
| #  | Titel                                                 | Länge |
| -- | ----------------------------------------------------- | ----- |
| 1  | Intro                                                 | 2:49  |
| 2  | Fressen und gefressen werden                          | 3:17  |
| 3  | Diese beiden (feat. LX)                               | 2:46  |
| 4  | 1ne Million                                           | 2:40  |
| 5  | Stress mit mir (feat. RAF Camora)                     | 2:22  |
| 6  | Es rollt (feat. Tory Lanez & Gzuz)                    | 3:45  |
| 7  | Gezogen, gezielt, geschossen, getroffen! (feat. Gzuz) | 2:36  |
| 8  | Nix war geplant                                       | 3:01  |
| 9  | Action (feat. Bonez MC)                               | 2:52  |
| 10 | Gaspedal                                              | 2:33  |
| 11 | Stadion voll (feat. LX)                               | 3:09  |
| 12 | Neben der Spur (feat. Sa4)                            | 2:49  |
| 13 | 1 Joint                                               | 2:43  |
| 14 | Gangzeichen (feat. Bonez MC, Gzuz & LX)               | 3:46  |
| 15 | PLZ                                                   | 2:41  |

### Zweite CD
| #  | Titel                                | Länge |
| -- | ------------------------------------ | ----- |
| 1  | An alle (feat. Bozza)                | 3:18  |
| 2  | Gheddo Junge (feat. Bozza)           | 2:55  |
| 3  | Schluck auf die Straße (feat. Bozza) | 2:37  |
| 4  | Lauf wenn wir kommen (feat. Bozza)   | 4:06  |
| 5  | Feuermelder (feat. Bozza)            | 3:03  |
| 6  | 365 (feat. Bozza)                    | 4:37  |
| 7  | Große Kaliber (feat. Bozza & Nimo)   | 5:46  |
| 8  | Bis wir reingehen                    | 2:24  |
| 9  | Cheech n’ Chong (feat. Bozza)        | 2:50  |
| 10 | Pass auf (feat. Bozza)               | 2:38  |

### Dritte CD
| # | Titel                              | Länge |
| - | ---------------------------------- | ----- |
| 1 | Balla Balla                        | 2:34  |
| 2 | Ding Dong (feat. Tarek K.I.Z)      | 2:37  |
| 3 | Geteilt (feat. RAF Camora)         | 1:54  |
| 4 | Meine Leude (feat. Sa4)            | 2:13  |
| 5 | Hakuna Matata 2 (feat. Joshi Mizu) | 2:47  |

## Charterfolge und Singles
Kohldampf stieg am 31. März 2017 auf Platz zwei in die deutschen Albumcharts ein und konnte sich insgesamt zehn Wochen in den Top 100 halten. In Österreich erreichte das Album Rang drei und platzierte sich zwei Wochen in den Charts. In der Schweiz chartete das Album auf Platz zehn und blieb zwei Wochen in der Hitparade.
| ChartsChartplatzierungen | Höchstplatzierung | Wochen |
| ------------------------ | ----------------- | ------ |
| Deutschland (GfK)        | 2 (10 Wo.)        | 10     |
| Österreich (Ö3)          | 3 (2 Wo.)         | 2      |
| Schweiz (IFPI)           | 10 (2 Wo.)        | 2      |

Zwar wurde keine Single aus dem Album ausgekoppelt, doch erreichten die Songs Stress mit mir (feat. RAF Camora), Es rollt (feat. Tory Lanez & Gzuz) und Gezogen, gezielt, geschossen, getroffen! (feat. Gzuz) aufgrund von Streamings und Einzeldownloads die Plätze 41, 82 bzw. 98 der deutschen Singlecharts.

## Rezeption
| Professionelle Bewertungen | Professionelle Bewertungen |
| -------------------------- | -------------------------- |
| Kritiken                   |                            |
| Quelle                     | Bewertung                  |
| laut.de                    | [ 7 ]                      |
| Backspin                   | [ 8 ]                      |

Das Album erhielt überwiegend gemischte Kritiken.
Bei der E-Zine laut.de wurde das Album mit drei von fünf möglichen Sternen bewertet. Die Beats des Produzenten Jambeatz seien „sauber ausproduziert“. Maxwell gebe „unablässig Reimsalven ab und skizziert das bekannte Bild der berüchtigten Bande“. Trotzdem lasse er „kein noch so abgegriffenes Klischee unbedient“. Demnach nehme damit der „Hörgenuss als auch Wiedererkennungswert“ ab.
Die Redaktion des Hip-Hop-Magazins Backspin urteilt überwiegend positiv. So sei „trotz hohem Erwartungsdruck […] das erste Album über weite Strecken sehr gut“. Doch von dem Rapper Maxwell „suche man Experimente oder einen gänzlich eigenen Sound vergebens“.
Aus der Sicht des Redakteurs Gilbert vom Hip-Hop-Blog rap.de sei sich Maxwell „nicht so ganz im Klaren, wo seine Stärken liegen oder was sein Alleinstellungsmerkmal ist“. Die Lieder bleiben mit einem „Gleichgewicht aus Härte und Humor im Kopf“.
MZEE-Redakteur Lukas Maier findet hingegen, dass „sich nur durch die routinierte Präsentationsweise nicht jede Problemstelle ausmerzen lässt, allerdings trägt sie dazu bei, dass „Kohldampf“ als grundsolide Platte im Gedächtnis bleibt.“ Summa summarum sei es „eine Platte, die zwar nicht das Rad neu erfindet, aber das richtig macht, worauf Wert gelegt wurde: Unterhaltung.“